# Томислав Ковач
Томислав Ковач (Сарајево, 4. децембар 1959) је бивши генерал-мајор полиције Републике Српске

## Биографија
Рођен је 4. децембра 1959. године у Сарајеву од оца Васе и мајке Радојке, ожењен је и има троје дјеце. По националности је Србин.

## Школовање
Завршио је: основну школу у Хаџићима — Сарајево; Средњу саобраћајну техничку школу у Сарајеву; Вишу школу унутрашњих послова у Земуну — Београд 1982; Факултет безбједности Универзитета у Скопљу и Школу државне безбједности на Институту безбједности у Београду 1984. Током школовања био је активан спортиста у каратеу и постао инструктор борилачких вјештина.

## Каријера
Обављао је дужности : Оперативац у Служби државне безбједности Босне и Херцеговине; главни инспектор Службе државне безбједности Босне и Херцеговине у Сарајеву; командир Станице полиције Нови Град — сарајево (проглашена најбољом полицијском станицом у СФРЈ); начелник српске Станице јавне безбједности Илиџа; помоћник министра унутрашњих послова Републике Српске, уједно вршилац дужности замјеника министра и министра унутрашњих послова у Влади Републике Српске.
у чин генерал — мајора полиције унапријеђен је 1995. године.
Активно је учествовао у припремама за Међународну мировну конференцију у Дејтону.

## Одликовања
- Орден Немањића